# Chacaltaya
Chacaltaya je hora v Bolívii, vysoká 5 421 m. Nachází se v pohoří Cordillera Real 30 km severně od La Pazu. Na jejím vrcholu vznikl zhruba před osmnácti tisíci lety ledovec. Ještě v polovině dvacátého století zaujímal rozlohu 0,22 km², od té doby se stále zmenšoval a v roce 2009 roztál definitivně. Ledovec byl hlavním zdrojem vody pro řeku Choqueyapu, která protéká La Pazem.
Hlavní univerzita San Andrés v La Pazu zřídila roku 1962 na hoře observatoř, která je zaměřena na výzkum záření gama. Chacaltaya je populárním turistickým cílem díky blízkosti hlavního města a výhledům na jezero Titicaca a hory Huayna Potosí a Illimani. Byla zde postavena útulna Cabaña Museo Federico Nielsen Reyes.
Před druhou světovou válkou vznikl na ledovci lyžařský areál s prvním motorovým vlekem v Jižní Americe a restaurací, která byla podle Guinnessovy knihy rekordů nejvýše položená na světě. Po zániku ledovce byla sjezdovka opuštěna a její zařízení chátrá.
V roce 1953 vyjel na vrchol Jacques Cornet s vozem Citroën 2CV a vytvořil tak automobilový výškový rekord.